# Ethna Byrne-Costigan
Pour les articles homonymes, voir Byrne et Costigan.
Ethna Byrne-Costigan (24 mai 1904 - 12 janvier 1991) est une universitaire et écrivaine irlandaise.

## Enfance et famille
Ethna Byrne-Costigan est née à Upper Leeson Street, à Dublin, le 24 mai 1904. Elle est la fille aînée de l'architecte en chef du Bureau des travaux publics, Thomas Joseph Byrne et de Mary Ellen Byrne (née Scott). Dans sa jeunesse, elle est envoyée en Italie pour vivre avec des parents, fréquentant le couvent Dames de Sion à Rome. À son retour à Dublin, elle vit alternativement avec son grand-père et ses tantes à Dartmouth Square, à Ballyboden et plus tard à Rathgar avec ses parents. Elle est scolarisée au Loreto Hall de St Stephen's Green, puis poursuit ses études à l'University College Dublin. En 1925, elle obtient un BA de première classe en langues modernes et en 1927 une MA de première classe en français. Elle poursuit ses études de doctorat à la Sorbonne à Paris avec la thèse Bourdaloue moraliste publiée aux éditions Beauchesne.

## Carrière
Elle est nommée professeur de langues romanes à l'University College Cork (UCC) en 1939, après le départ à la retraite de Mary Ryan. Elle occupe ce poste jusqu'en 1969, créant le département d'italien et introduisant un cours pour les professeurs de français. Ses publications académiques se concentrent sur les études du Bourgeois gentilhomme de Molière, Athalie de Jean Racine et Horace de Pierre Corneille. Elle traduit Le mie prigioni de Silvio Pellico en irlandais, qui est détenu par le musée Pellico de Turin. Sa traduction irlandaise d'un recueil de poèmes de Salvatore Quasimodo est publiée par l'Institut italien. Elle fonde la société Dante Alighieri à Cork avec le Dr Piero Calì, en tant que présidente de 1956 à 1969,.
Elle prend sa retraite de l'UCC, prenant des cours à temps partiel au Trinity College de Dublin sur la philologie italienne et les textes médiévaux. Byrne-Costigan est membre du comité national irlandais de l'UNESCO et représente l'Irlande à deux reprises à la conférence biennale de l'UNESCO à Paris. Elle est également secrétaire honoraire du Congrès celtique. En 1960, elle est nommée grand officier de l'ordre du Mérite de la République italienne pour son travail de promotion de la culture et de la langue italienne en Irlande,.

## Fin de vie et héritage
Byrne-Costigan est aussi une brodeuse de talent, son travail est exposé dans le cadre de la Guilde des brodeurs aux États-Unis.
Elle épouse l'égyptologue et linguiste George Costigan (mort en octobre 1951) en 1941, avec qui elle a une fille, Céline (décédée en 2015). Elle publie ses mémoires, Ethna Mary twice, sous le pseudonyme « Ethna Bee Cee » en 1989. Elle reste une chercheuse active, donnant une conférence à l'Old Dublin Society sur Sydney, Lady Morgan en 1984.
Elle meurt à son domicile de Palmerstown Villas, Rathmines, Dublin le 12 janvier 1991.
UCC décerne le prix commémoratif Ethna Byrne Costigan en sa mémoire à une étudiante qui obtient les meilleures notes lors de l'examen de deuxième année en italien. Une collection de ses documents est conservée dans les collections spéciales de la bibliothèque de l'UCC.